# Distretto di Anyuan
Il distretto di Anyuan (安源区S, Ānyuán QūP) è un distretto della Cina, situato nella provincia di Jiangxi e amministrato dalla prefettura di Pingxiang.